# Natanael Beckman
Karl Fredrik Natanael Beckman, född 26 januari 1868 i Hassle, död 27 juli 1946 i Stockholm, var en svensk språkforskare och skolman, professor i svenska språket i Göteborg mellan åren 1918 och 1935. Han var kusin till Ernst Beckman och far till Bjarne Beckman.
Beckman, som var son till Claës Beckman och Fredrika Linnarsson, blev filosofie doktor i Uppsala 1895, blev docent i Uppsala 1895, därefter i Lund 1897. År 1900 utnämndes han till rektor vid Uppsala enskilda läroverk, blev därefter 1902 lektor i Stockholm, och slutligen 1918 professor i svenska språket vid Göteborgs högskola. Beckman utgav 1898 Grunddragen af den svenska versläran, Svensk språklära för den högre elementarundervisningen år 1904 och en Dansk-norsk-svensk ordbok år 1907. Alla böckerna släpptes i ett flertal upplagor. De vetenskapliga arbeten Beckman gjorde handlade i huvudsak om äldre norsk tideräkning och om fornsvenska handskrifter, såsom Vägar och städer i medeltidens Västergötland (1916), Studier i outgivna svenska handskrifter (1917), Språkets liv: en inledning till språkets studium (1918), samt Vår skolas historia (1928). Han översatte även bland annat Laxdalingarnas saga till svenska och utgav en kommenterad upplaga av Linnés Västgötaresa 1928.